# Baal (Belgique)
Pour les articles homonymes, voir Baal (homonymie).
Baal est une section de la commune belge de Tremelo située en Région flamande dans la province du Brabant flamand. C'était une commune à part entière avant la fusion des communes de 1977.
C'est là qu'est organisée chaque année une épreuve de cyclo-cross comptant pour le trophée Gazet van Antwerpen

## Démographie

### Évolution démographique
- Sources : INS, Rem. : 1831 jusqu'en 1970 = recensements, 1976 = nombre d'habitants au 31 décembre[2].

## Héraldique
|  | Le village de Baal a historiquement appartenu à la ville d'Aarschot jusqu'en 1794. Le village n'avait ainsi pas besoin d'un sceau. Néanmoins, en 1963, il a été tout de même décidé que la commune de Ball prendrait les armes d'Aarschot pour blason. Pour se distinguer de celui d'Aarschot, trois fleurs de lys ont été choisies, en référence aux ducs d'Aarschot de la seconde lignée. Blasonnement : D'argent aux trois fleurs de lys de sable. - Arrêté royal : 12 mars 1963 Source du blasonnement : Blason de Baal sur le site Heraldry-wiki.com |